# Cuento de primavera
Cuento de primavera (título original: Conte de printemps) es una película francesa escrita y dirigida por Éric Rohmer en 1990. Es la primera de la serie Cuentos de las cuatro estaciones.

## Sinopsis
Una joven profesora de filosofía es invitada a pasar un fin de semana en el campo por una amiga, quien también lleva a su padre, que a su vez va acompañado de su joven amante, a la que su hija no soporta. Por determinadas circunstancias, la joven y el padre de su amiga quedan solos: entre ellos se entablará un escarceo amoroso que finalmente no fructificará.

## Banda sonora
| Título                  | Autor             | Intérprete                                          |
| ----------------------- | ----------------- | --------------------------------------------------- |
| Sonata nº 5 en fa mayor | Beethoven         | Tedi Papavrami (violín) y Alexandre Tharaud (piano) |
| Montmorency Blues       | Jean-Louis Valéro |                                                     |
| Cantos del alba         | Schumann          | Florence Darel                                      |
| Estudios sinfónicos     | Schumann          | Cécile Vigna                                        |

- Datos: Q1124867